# Перисбург (Њујорк)
Перисбург (енгл. Perrysburg) град је у америчкој савезној држави Њујорк.

## Демографија
По попису из 2010. године број становника је 401, што је 7 (-1,7%) становника мање него 2000. године.
| Група             | 2000.       | 2010.       |
| Белци             | 382 (93,6%) | 361 (90,0%) |
| Афроамериканци    | 4 (1,0%)    | 7 (1,7%)    |
| Азијати           | 0 (0,0%)    | 1 (0,2%)    |
| Хиспаноамериканци | 4 (1,0%)    | 4 (1,0%)    |
| Укупно            | 408         | 401         |